# 16e étape du Tour d'Italie 2015
Pour un article plus général, voir Tour d'Italie 2015.
La 16e étape du Tour d'Italie 2015 s'est déroulée le mardi 26 mai 2015. Elle part de Pinzolo et arrive à Aprica après 174 km.

## Parcours
Cette seizième étape se déroule sous la forme d'une étape en ligne entre Pinzolo et Aprica. Elle est classée haute montagne par les organisateurs, le parcours comprend cinq côtes ou cols classées en troisième (Aprica (km 100,9), Aprica (km 174) ), deuxième (Campo Carlo Magno (km 13,3), passo del Tonale (km 55,5) et première catégorie col du Mortirolo (km 140,7)).

## Résultats

### Classement de l'étape
| Classement de l'étape | Classement de l'étape | Classement de l'étape | Classement de l'étape | Classement de l'étape |
|                       | Coureur               | Pays                  | Équipe                | Temps                 |
| --------------------- | --------------------- | --------------------- | --------------------- | --------------------- |
| 1er                   | Mikel Landa           | Espagne               | Astana                | en 5 h 2 min 51 s     |
| 2e                    | Steven Kruijswijk     | Pays-Bas              | Lotto NL-Jumbo        | + 38 s                |
| 3e                    | Alberto Contador      | Espagne               | Tinkoff-Saxo          | + 38 s                |
| 4e                    | Yury Trofimov         | Russie                | Katusha               | + 2 min 3 s           |
| 5e                    | Andrey Amador         | Costa Rica            | Movistar              | + 2 min 3 s           |
| 6e                    | Ryder Hesjedal        | Canada                | Cannondale-Garmin     | + 2 min 10 s          |
| 7e                    | Fabio Aru             | Italie                | Astana                | + 2 min 51 s          |
| 8e                    | Damiano Caruso        | Italie                | BMC Racing            | + 3 min 16 s          |
| 9e                    | Leopold König         | République tchèque    | Sky                   | + 3 min 19 s          |
| 10e                   | Carlos Betancur       | Colombie              | AG2R La Mondiale      | + 3 min 19 s          |
| modifier              |                       |                       |                       |                       |

### Points attribués
|   | Cycliste          | Nat    | Équipe                      | Pts | Bonif |
| - | ----------------- | ------ | --------------------------- | --- | ----- |
| 1 | Edoardo Zardini   | Italie | Bardiani CSF                | 8   | 3 s   |
| 2 | Franco Pellizotti | Italie | Androni Giocattoli-Sidermec | 4   | 2 s   |
| 3 | Ryder Hesjedal    | Canada | Cannondale-Garmin           | 1   | 1 s   |

|   | Cycliste           | Nat    | Équipe            | Pts | Bonif |
| - | ------------------ | ------ | ----------------- | --- | ----- |
| 1 | Ryder Hesjedal     | Canada | Cannondale-Garmin | 8   | 3 s   |
| 2 | Sergueï Lagoutine  | Russie | Katusha           | 4   | 2 s   |
| 3 | Sergey Chernetskiy | Russie | Katusha           | 1   | 1 s   |

| - Sprint final de Aprica (km 174) \| \| Cycliste \| Nat \| Équipe \| Points \| Bonif \| \| -- \| ----------------- \| ------------------ \| ----------------- \| ------ \| ----- \| \| 1 \| Mikel Landa \| Espagne \| Astana \| 15 \| 10 s \| \| 2 \| Steven Kruijswijk \| Pays-Bas \| Lotto NL-Jumbo \| 12 \| 6 s \| \| 3 \| Alberto Contador \| Espagne \| Tinkoff-Saxo \| 9 \| 4 s \| \| 4 \| Yury Trofimov \| Russie \| Katusha \| 7 \| \| \| 5 \| Andrey Amador \| Costa Rica \| Movistar \| 6 \| \| \| 6 \| Ryder Hesjedal \| Canada \| Cannondale-Garmin \| 5 \| \| \| 7 \| Fabio Aru \| Italie \| Astana \| 4 \| \| \| 8 \| Damiano Caruso \| Italie \| BMC Racing \| 3 \| \| \| 9 \| Leopold König \| République tchèque \| Sky \| 2 \| \| \| 10 \| Carlos Betancur \| Colombie \| AG2R La Mondiale \| 1 \| \| |                   |                    |                   |        |       |
| | Cycliste          | Nat                | Équipe            | Points | Bonif |
| 1 | Mikel Landa       | Espagne            | Astana            | 15     | 10 s  |
| 2 | Steven Kruijswijk | Pays-Bas           | Lotto NL-Jumbo    | 12     | 6 s   |
| 3 | Alberto Contador  | Espagne            | Tinkoff-Saxo      | 9      | 4 s   |
| 4 | Yury Trofimov     | Russie             | Katusha           | 7      |       |
| 5 | Andrey Amador     | Costa Rica         | Movistar          | 6      |       |
| 6 | Ryder Hesjedal    | Canada             | Cannondale-Garmin | 5      |       |
| 7 | Fabio Aru         | Italie             | Astana            | 4      |       |
| 8 | Damiano Caruso    | Italie             | BMC Racing        | 3      |       |
| 9 | Leopold König     | République tchèque | Sky               | 2      |       |
| 10 | Carlos Betancur   | Colombie           | AG2R La Mondiale  | 1      |       |

### Cols et côtes
|   | Cycliste          | Pays     | Équipe                      | Points |
| - | ----------------- | -------- | --------------------------- | ------ |
| 1 | Carlos Betancur   | Colombie | AG2R La Mondiale            | 15     |
| 2 | Franco Pellizotti | Italie   | Androni Giocattoli-Sidermec | 8      |
| 3 | Beñat Intxausti   | Espagne  | Movistar                    | 6      |
| 4 | Edoardo Zardini   | Italie   | Bardiani CSF                | 4      |
| 5 | Ryder Hesjedal    | Canada   | Cannondale-Garmin           | 2      |
| 6 | Nikolay Mihaylov  | Bulgarie | CCC Sprandi Polkowice       | 1      |

|   | Cycliste                | Pays       | Équipe                      | Points |
| - | ----------------------- | ---------- | --------------------------- | ------ |
| 1 | Rubén Fernández Andújar | Espagne    | Movistar                    | 15     |
| 2 | Franco Pellizotti       | Italie     | Androni Giocattoli-Sidermec | 8      |
| 3 | Edoardo Zardini         | Italie     | Bardiani CSF                | 6      |
| 4 | Brent Bookwalter        | États-Unis | BMC Racing                  | 4      |
| 5 | Sander Armée            | Belgique   | Lotto-Soudal                | 2      |
| 6 | Ryder Hesjedal          | Canada     | Cannondale-Garmin           | 1      |

|   | Cycliste           | Pays     | Équipe            | Points |
| - | ------------------ | -------- | ----------------- | ------ |
| 1 | Ryder Hesjedal     | Canada   | Cannondale-Garmin | 7      |
| 2 | Przemysław Niemiec | Pologne  | Lampre-Merida     | 4      |
| 3 | David de la Cruz   | Espagne  | Etixx-Quick Step  | 2      |
| 4 | Sander Armée       | Belgique | Lotto-Soudal      | 1      |

|   | Cycliste          | Pays       | Équipe            | Points |
| - | ----------------- | ---------- | ----------------- | ------ |
| 1 | Steven Kruijswijk | Pays-Bas   | Lotto NL-Jumbo    | 35     |
| 2 | Alberto Contador  | Espagne    | Tinkoff-Saxo      | 18     |
| 3 | Mikel Landa       | Espagne    | Astana            | 12     |
| 4 | Yury Trofimov     | Russie     | Katusha           | 9      |
| 5 | Ryder Hesjedal    | Canada     | Cannondale-Garmin | 6      |
| 6 | Andrey Amador     | Costa Rica | Movistar          | 4      |
| 7 | Fabio Aru         | Italie     | Astana            | 2      |
| 8 | Damiano Caruso    | Italie     | BMC Racing        | 1      |

| - Aprica, 3e catégorie (km 174) \| \| Cycliste \| Pays \| Équipe \| Points \| \| - \| ----------------- \| -------- \| -------------- \| ------ \| \| 1 \| Mikel Landa \| Espagne \| Astana \| 7 \| \| 2 \| Steven Kruijswijk \| Pays-Bas \| Lotto NL-Jumbo \| 4 \| \| 3 \| Alberto Contador \| Espagne \| Tinkoff-Saxo \| 2 \| \| 4 \| Yury Trofimov \| Russie \| Katusha \| 1 \| |                   |          |                |        |
| | Cycliste          | Pays     | Équipe         | Points |
| 1 | Mikel Landa       | Espagne  | Astana         | 7      |
| 2 | Steven Kruijswijk | Pays-Bas | Lotto NL-Jumbo | 4      |
| 3 | Alberto Contador  | Espagne  | Tinkoff-Saxo   | 2      |
| 4 | Yury Trofimov     | Russie   | Katusha        | 1      |

### Classement au temps par équipes
| Classement par équipes au temps | Classement par équipes au temps | Classement par équipes au temps | Classement par équipes au temps |
|                                 | Équipe                          | Pays                            | Temps                           |
| ------------------------------- | ------------------------------- | ------------------------------- | ------------------------------- |
| 1re                             | Astana                          | Kazakhstan                      | en 15 h 21 min 55 s             |
| 2e                              | Movistar                        | Espagne                         | + 5 min 30 s                    |
| 3e                              | BMC Racing                      | États-Unis                      | + 8 min 38 s                    |
| modifier                        |                                 |                                 |                                 |

### Classement aux points par équipes
| Classement par équipes aux points | Classement par équipes aux points | Classement par équipes aux points | Classement par équipes aux points | Classement par équipes aux points |
|                                   | Équipes                           | Pays                              |                                   | Point(s)                          |
| --------------------------------- | --------------------------------- | --------------------------------- | --------------------------------- | --------------------------------- |
| 1re                               | Astana                            | Kazakhstan                        |                                   | 60                                |
| 2e                                | Lotto NL-Jumbo                    | Pays-Bas                          |                                   | 35                                |
| 3e                                | Katusha                           | Russie                            |                                   | 28                                |
| modifier                          |                                   |                                   |                                   |                                   |

## Classements à l'issue de l'étape

### Classement général
| Classement final général | Classement final général | Classement final général | Classement final général | Classement final général |
|                          | Coureur                  | Pays                     | Équipe                   | Temps                    |
| ------------------------ | ------------------------ | ------------------------ | ------------------------ | ------------------------ |
| 1er                      | Alberto Contador         | Espagne                  | Tinkoff-Saxo             | en 65 h 4 min 59 s       |
| 2e                       | Mikel Landa              | Espagne                  | Astana                   | + 4 min 2 s              |
| 3e                       | Fabio Aru                | Italie                   | Astana                   | + 4 min 52 s             |
| 4e                       | Andrey Amador            | Costa Rica               | Movistar                 | + 5 min 48 s             |
| 5e                       | Yury Trofimov            | Russie                   | Katusha                  | + 8 min 27 s             |
| 6e                       | Leopold König            | Tchéquie                 | Sky                      | + 9 min 31 s             |
| 7e                       | Damiano Caruso           | Italie                   | BMC Racing               | + 9 min 52 s             |
| 8e                       | Steven Kruijswijk        | Pays-Bas                 | Lotto NL-Jumbo           | + 11 min 40 s            |
| 9e                       | Alexandre Geniez         | France                   | FDJ                      | + 12 min 48 s            |
| 10e                      | Ryder Hesjedal           | Canada                   | Cannondale-Garmin        | + 12 min 49 s            |
| modifier                 |                          |                          |                          |                          |

### Classement par points
| Classement par points | Classement par points | Classement par points | Classement par points | Classement par points |
| --------------------- | --------------------- | --------------------- | --------------------- | --------------------- |
|                       | Coureur               | Pays                  | Équipe                | Point(s)              |
| 1er                   | Elia Viviani          | Italie                | Sky                   | 119 points            |
| 2e                    | Giacomo Nizzolo       | Italie                | Trek Factory Racing   | 114 pts               |
| 3e                    | Nicola Boem           | Italie                | Bardiani CSF          | 109 pts               |
| 4e                    | Sacha Modolo          | Italie                | Lampre-Merida         | 91 pts                |
| 5e                    | Alberto Contador      | Espagne               | Tinkoff-Saxo          | 86 pts                |
| modifier              |                       |                       |                       |                       |

- Giacomo Nizzolo a reçu une pénalité de -5 points lors de cette 16e étape.

### Classement du meilleur grimpeur
| Classement du meilleur grimpeur | Classement du meilleur grimpeur | Classement du meilleur grimpeur | Classement du meilleur grimpeur | Classement du meilleur grimpeur |
| ------------------------------- | ------------------------------- | ------------------------------- | ------------------------------- | ------------------------------- |
|                                 | Coureur                         | Pays                            | Équipe                          | Point(s)                        |
| 1er                             | Steven Kruijswijk               | Pays-Bas                        | Lotto NL-Jumbo                  | 92 points                       |
| 2e                              | Beñat Intxausti                 | Espagne                         | Movistar                        | 91 pts                          |
| 3e                              | Mikel Landa                     | Espagne                         | Astana                          | 73 pts                          |
| 4e                              | Carlos Betancur                 | Colombie                        | AG2R La Mondiale                | 68 pts                          |
| 5e                              | Simon Geschke                   | Allemagne                       | Giant-Alpecin                   | 53 pts                          |
| modifier                        |                                 |                                 |                                 |                                 |

### Classement du meilleur jeune
| Classement du meilleur jeune | Classement du meilleur jeune | Classement du meilleur jeune | Classement du meilleur jeune | Classement du meilleur jeune |
|                              | Coureur                      | Pays                         | Équipe                       | Temps                        |
| ---------------------------- | ---------------------------- | ---------------------------- | ---------------------------- | ---------------------------- |
| 1er                          | Fabio Aru                    | Italie                       | Astana                       | en 65 h 9 min 51 s           |
| 2e                           | Davide Formolo               | Italie                       | Cannondale-Garmin            | + 43 min 17 s                |
| 3e                           | Fabio Felline                | Italie                       | Trek Factory Racing          | + 1 h 27 min 6 s             |
| 4e                           | Esteban Chaves               | Colombie                     | Orica-GreenEDGE              | + 1 h 40 min 35 s            |
| 5e                           | Sebastián Henao              | Colombie                     | Sky                          | + 1 h 46 min 16 s            |
| modifier                     |                              |                              |                              |                              |

### Classements par équipes

#### Classement au temps
| Classement par équipes au temps | Classement par équipes au temps | Classement par équipes au temps | Classement par équipes au temps |
|                                 | Équipe                          | Pays                            | Temps                           |
| ------------------------------- | ------------------------------- | ------------------------------- | ------------------------------- |
| 1re                             | Astana                          | Kazakhstan                      | en 194 h 52 min 42 s            |
| 2e                              | Movistar                        | Espagne                         | + 24 min 35 s                   |
| 3e                              | BMC Racing                      | États-Unis                      | + 33 min 48 s                   |
| modifier                        |                                 |                                 |                                 |

#### Classement aux points
| Classement par équipes aux points | Classement par équipes aux points | Classement par équipes aux points | Classement par équipes aux points | Classement par équipes aux points |
|                                   | Équipes                           | Pays                              |                                   | Point(s)                          |
| --------------------------------- | --------------------------------- | --------------------------------- | --------------------------------- | --------------------------------- |
| 1re                               | Astana                            | Kazakhstan                        |                                   | 478                               |
| 2e                                | Lampre-Merida                     | Italie                            |                                   | 242                               |
| 3e                                | Movistar                          | Espagne                           |                                   | 235                               |
| modifier                          |                                   |                                   |                                   |                                   |

## Abandons
- 88 -  Sébastien Reichenbach (IAM) : abandon
- 99 -  Xu Gang (Lampre-Merida) : abandon
- 109 -  Louis Vervaeke (Lotto-Soudal) : abandon
- 191 -  Richie Porte (Sky) : non-partant[1]